# Amicale Anderlecht Avia Hockey Club
 (septembre 2016).
Améliorez-le ou discutez des points à vérifier. 
 (mai 2012).
Si vous disposez d'ouvrages ou d'articles de référence ou si vous connaissez des sites web de qualité traitant du thème abordé ici, merci de compléter l'article en donnant les références utiles à sa vérifiabilité et en les liant à la section « Notes et références ».
Maillots
L'Amicale Anderlecht Avia Hockey Club est un club de hockey belge, situé à Anderlecht.

## Historique
C’est en 1930 que le club de hockey Anderlecht voit le jour. Créé par Clémence Van Winkel-Geens, il était la section hockey du Sporting Club Anderlecht, au même titre que le tennis, le basket, l’athlétisme et le football qui, lui, atteignait une renommée internationale.
Cette joyeuse équipe constituée de jeunes était regroupée autour de Fernand De Samblanx. Ils avaient pour habitude de se réunir au « Cheval Noir », Place de la Vaillance, à Anderlecht, et disputaient leur match, avec l’autorisation du président Théo Verbeeck, sur le troisième terrain des installations du Sporting, situées rue de Neerpede (actuellement avenue Théo Verbeeck).
Malgré l’obligation, à l’occasion de chaque rencontre, de placer et déplacer leurs goals, de tracer eux-mêmes à la chaux rougie les limites de leur terrain, différentes de celles du foot, ces pionniers conservaient leur enthousiasme et restaient des adversaires redoutables.
Cependant, dans les années 60, le succès rapide du Sporting dans le domaine du football entraina la relégation des autres disciplines au second plan et un déménagement forcé des hockeyeurs. Cette obligation de s’orienter vers de multiples autres lieux (voir infographie) ne découragea pas les dirigeants du club qui gardèrent espoir de pouvoir, un jour, s’établir définitivement à Anderlecht.
Leur passage au domaine de Berkendael, à Schepdael, donnera naissance, fin des années 60, à un club aujourd’hui disparu, le Bergendael.
En 1974, le club de l’Amicale est créé. Ses installations sont situées dans le magnifique site de la Pede aménagé dès les années 60 par la commune d’Anderlecht, qui abrite les 40 hectares de l’unique golf à 18 trous de Bruxelles Capitale.
Le 28 avril 1979, le président de la section hockey procède à l’inauguration du terrain dans le complexe sportif.
En 1995, L'Amicale et le RSCA fusionnent, formant ainsi le RSHCAA, Royal Sporting Hockey club Amicale Anderlecht. Les mots "Royal" et "Sporting" finissent par être retirés du nom afin de s'éloigner de l'image du foot et de donner une image plus moderne du club, devenant l'Amicale Anderlecht Hockey Club. Le club d’Anderlecht profite des installations et de la relève apportée par les nombreux jeunes joueurs de l’Amicale. Et l’Amicale profite, de l’expérience, de la sagesse et de la stabilité du club d’Anderlecht. C'est lors de cette fusion que l'AAHC adopte le bleu marine et le blanc comme couleurs officielles.
C'est en 2012 que le conseil d'administration décide de rénover le terrain synthétique le plus ancien, pour en faire un terrain bleu mouillé plus moderne. La même année, l'ASBL AAHC est créé, prenant officiellement en charge la partie sportive du club.
En 2016, l’Avia, un club satellite, fusionne avec l'AAHC, qui devient donc officiellement l'Amicale Anderlecht Avia Hockey Club. L'AAAHC prend alors son logo actuel et ajoute le bleu clair à ses couleurs officielles.
| 1930      | Création du RSCA Hockey                          |
| Années 60 | Le hockey doit quitter les installations du RSCA |
| Années 70 | Club Berkendeal (aujourd’hui disparu)            |
| 1974      | Création de l’Amicale                            |
| 1979      | Inauguration du terrain du complex sportif       |
| 1995      | Fusion du RSCA avec l'Amicale                    |
| 2012      | Installation du terrain bleu mouillé             |
| 2016      | Fusion avec l'Avia                               |

## Les infrastructures
Le Royal Sporting Hockey Club Amicale Anderlecht compte dans ses infrastructures :
2 terrains synthétiques (un astro sablé et l'autre mouillé) avec éclairage ,
1 club house partagé,
des vestiaires Messieurs et Dames, 
1 parking

## Valeurs
L’amicale Anderlecht a su se forger au fil des années une réputation de bon formateur. De nombreux joueurs de Division Honneur y ont été formés dont Fabrice Bourdeaud’hui (Leuven) qui a reçu le stick d’or de la saison 2006 - 2007.
Les valeurs véhiculées par le club sont le fair-play, l’amitié, l’entraide, l’amusement. Ces valeurs contribuent à l’ambiance festive et amicale du club.

## Aujourd'hui et demain
L’Amicale Anderlecht est divisée en trois comités, chargés respectivement de l’administration et de la politique générale du club, de la politique sportive, et de la gestion journalière.
Ce club, qui accueille dans ses installations le club du Green Devils, continue de suivre son petit bonhomme de chemin avec une équipe première messieurs en D2 et une école de jeunes réputée. L’ambiance, l’amitié et le folklore restent les maîtres-mots.

## Folklore
Les joueurs de l’Amicale Anderlecht ont un chant bien à eux qu’ils entonnent à la 1re tournée de la 3e mi-temps.
Et vive le sporting (air: de Milord)
Et vive le sporting
De tous les hockeyeurs
Nous sommes les meilleurs
Quel que soit le résultat
Nous, tous sur le terrain
Avec nos sticks en main
On fait tout pour gagner
Tout en restant fair-play
Chez nous y a que des champions
Des roux, des bruns, des blonds
Tous des as du dribbling
Y a que ça au sporting
(si victoire)
Maintenant qu’on a gagné
Cela va se fêter
On va tous être bourrés
On va bien rigoler
(si défaite)
Et si on a perdu
Tout juste comme d’habitude
C’était pas mérité
On a été volé
Allé, allé (nom de l’équipe)
Bois ta chope avec nous
Maintenant qu’elle est vidée
Sommes fiers de te rencontrer
Nous t’emmenons dans la danse
Et pour mettre de l’ambiance
Nous sommes les meilleurs
Super nos hockeyeurs
Lalala, lalala, …..
Ainsi qu’un cri à chaque nouvelle tournée :
"Et pour [ nom du club affronté ],
Je propose un petit cri bien virulent :
Deux saint mignon sur le cul de la grosse dondon,
Saint saint ? Gui gui ! Gui gui ?
Don don ! 
Saint ?
Guidon ! Aux frais de la princesse, santé ! (Les parties en italiques sont à chanter en chœur.)

## Composition de l’équipe première Messieurs (2011-2012)
L’entraineur et le coach de l’équipe 1re Messieurs est Yetti Krick.
Le noyau de cette équipe est composé de joueurs du cru ou venant d’autres clubs :

### Effectif 2011/2012
| Gardiens   |                        |  |      |
| 21         | Fred Devisé            |  | 1987 |
| 1          | Arnaud Alberts         |  | 1983 |
| Défenseurs |                        |  |      |
| 12         | Thomas Cohen           |  | 1985 |
| 6          | Arnaud Gorgemans       |  | 1987 |
| 23         | Marc-Emmanuel Parser   |  | 1981 |
| 9          | Raphael Degreef        |  | 1990 |
| 8          | Vincent Vermander      |  | 1982 |
| 5          | Julien Spitaels        |  | 1987 |
| Milieux    |                        |  |      |
| 2          | Christophe Antoine     |  | 1982 |
| 11         | Jérôme Dekeuleneer     |  | 1987 |
| 13         | Jonathan Noé           |  | 1991 |
| 7          | Olivier Antoine        |  | 1984 |
| 18         | Philippe Bourdeaud’hui |  | 1980 |
| 22         | Quentin Pissart        |  | 1985 |
| 7          | Thomas Vankerkhove     |  | 1993 |
| 15         | Vincent Fernandez      |  | 1985 |
| Attaquants |                        |  |      |
| 14         | Axel Carton            |  | 1989 |
| 18         | Martin Michiels        |  | 1992 |
| 25         | Nathan Delathouwer     |  | 1992 |
| 20         | Olivier Tilkens        |  | 1980 |